# Panchatantra

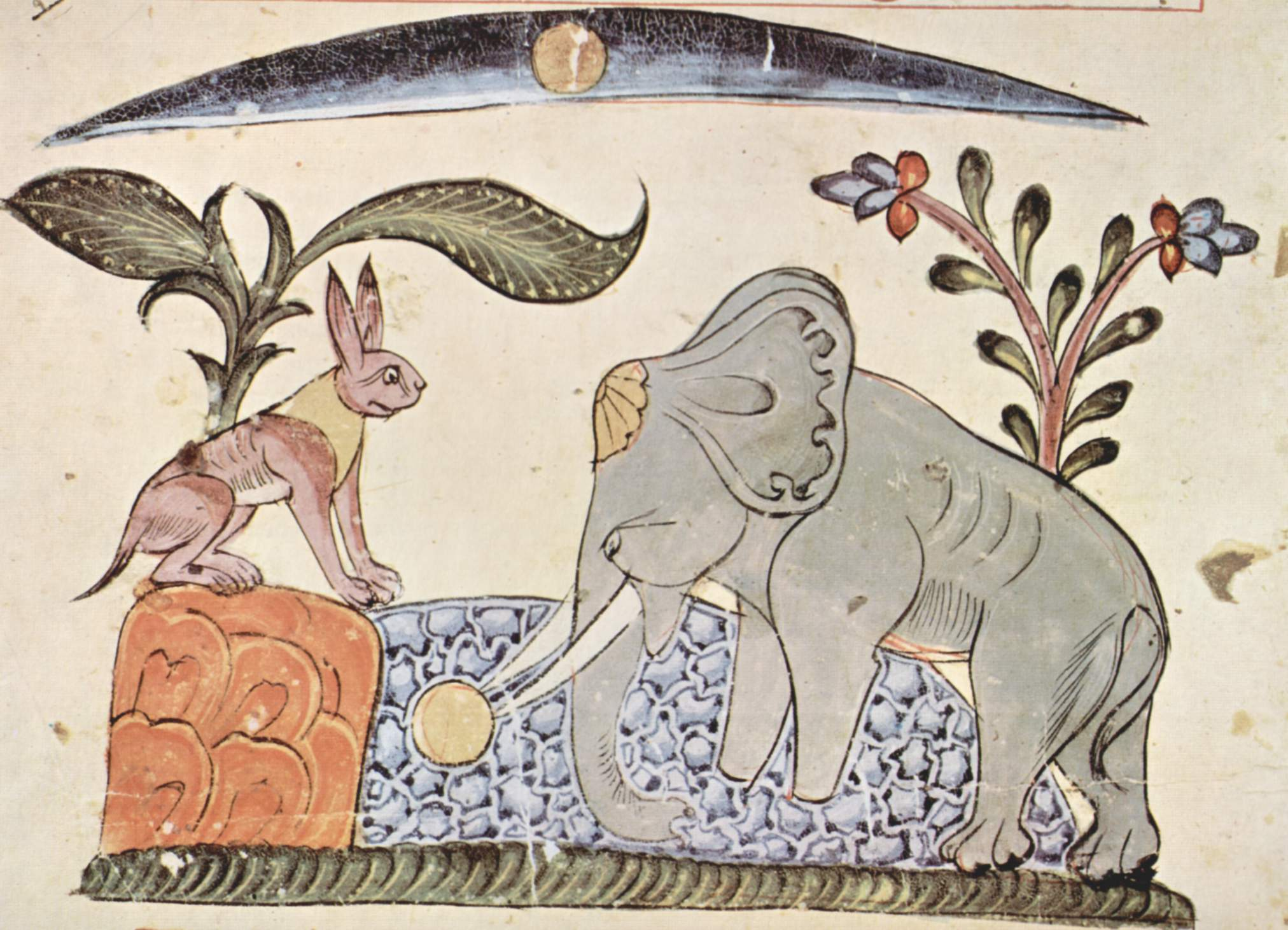
Ilustración de una edición siria del Panchatantra datada en 1354. El conejo engaña al rey de los elefantes al mostrarle el reflejo de la Luna.

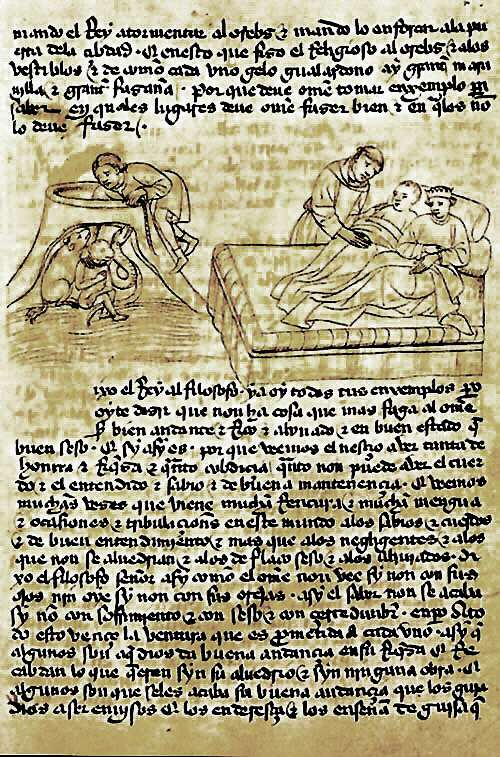
Manuscrito del texto castellano Calila e Dimna (1251), basado en el Pancha-tantra.

El Panchatantra es una colección de fábulas en idioma sánscrito, en prosa y verso, cuyos manuscritos más antiguos datan del siglo XI, pero que se cree compuesto varios siglos antes, entre el siglo III a. C. y el 
siglo III d. C.
Se atribuye a Vishnú Sharma.
- पञ्चतन्त्र, en escritura devánagari del sánscrito.
- pañcatantra, en el sistema IAST de transliteración sánscrita.
- Etimología: ‘cinco principios’ (siendo pañchá: ‘cinco’, y tantra: ‘principio’).

## Fuente
El Pancha-tantra tiene muchas fábulas en común con las Fábulas de Esopo (del siglo VI a. C.).
Al escritor tracio Esopo (siglo VII a VI a. C.) se lo considera el padre de todas las fábulas, porque de sus traducciones (del griego) provienen las fábulas del Roman de Renart (1180), varias de las del infante Don Juan Manuel en El conde Lucanor y, más tarde, las de Jean de La Fontaine (1621-1695). Sin embargo, La Fontaine publicó Las fábulas de Bidpai en 1679, basándose en «el sabio indio Pilpay». Pilpay es generalmente el autor al que se atribuye la obra en la época de La Fontaine, pero su existencia no está establecida porque su nombre aparece en la versión árabe, no en el original indio. Es una especie de legendario Esopo indio para los árabes, como para los propios árabes era su propio Esopo el sabio Locman.

## Contenido
Según la historia que se cuenta en el Hitopadesha (siglo VII), el rey Sudarshana, preocupado por la educación de sus jóvenes príncipes, le encarga la enseñanza de la moral a un bráhmana (sacerdote) llamado Visnú Sharma (quien es considerado el autor del Pancha-tantra).
El texto consiste en la ilustración antropomórfica de los cinco principios más importantes del rāja nīti (‘ciencia política’) a través de los animales. 
Los cinco principios ilustrados son:
- Mitra bheda (como dividir a los amigos)
- Mitra lābha (cómo ganar amigos)
- Suhrid bheda (disensión con la amada)
- Vigraha (separación)
- Sandhi (unión)

## Sus traducciones
El Panchatantra alcanzó su forma actual entre el 300 y el 400 d. C.
Hacia el 570 fue traducido al persa, por orden del rey sasánida Cosroes I. Desde el persa pasó al árabe hacia el 850.
En el año 570 fue traducida al pahlavi (o persa literario) y pocos años más tarde al sirio. En el siglo VIII el iraní Ibn Al-Muqaffa lo tradujo del persa al árabe. 
De allí se creó la colección árabe Kalila wa-Dimna (كليلة ودمنة), que se difundió por toda Europa. 
Fue exportado en forma oral y escrita a China, Indonesia y el sudeste de Asia por monjes budistas. 
Los viajeros llevaron sus historias a Persia, Arabia, y en el siglo IX a Grecia y de ahí al resto de Europa. 
En el siglo XII se tradujo al hebreo. Esta traducción se considera fuente de la mayor parte de las versiones europeas.
En 1251, el rey español Alfonso X (todavía infante) mandó traducir el texto árabe al castellano: Calila e Dimna. En 1278, Giovanni da Capua la tradujo al latín con el título Directorium humanae vitae.
En 1313, Raymond de Beziers la tradujo nuevamente al latín y se le ofreció al rey Felipe el Hermoso (1268-1314) con motivo de la caballería de su hijo Luis, rey de Navarra, el futuro Luis el Obstinado (1289-1316). En 1644, Gilbert Gaulmin (bajo un seudónimo) tradujo la versión persa al francés con el título El libro de la luz o la conducta de los reyes, compuesto por el sabio indio Pilpay y traducida al francés por David Sahid de Isfahán, capital de Persia. En 1666, el jesuita Pierre Poussines la tradujo nuevamente al latín con el título Specimen sapientiae indorum veterum (‘modelo de la sapiencia de los antiguos indios’). Por alguna razón, casi todos los traductores nombran a un tal Pilpay como autor, aunque en las versiones persas e indias no se lo nombra.

## Versión «Hitopadesha»
A partir del Panchatantra, el autor Naraian Pandit produjo una versión libre llamada Jitopadesha (siglo XII).
Se cree que a Narayana le gustaba tanto ese texto que lo reescribió, mejorando el flujo de historias y agregando varias de su propia creación, por lo que el Hitopadesha, aunque similar en contenido y estructura al Pancha-tantra, es más abundante.